# Naturbahnrodel-Junioreneuropameisterschaft 1980
Die 7. FIL-Naturbahnrodel-Junioreneuropameisterschaft fand vom 26. bis 27. Januar 1980 in St. Lorenzen in Italien statt.

## Einsitzer Herren
| Platz | Name               | Zeit |
| ----- | ------------------ | ---- |
| 01    | Harald Steinhauser | ?    |
| 02    | Alexander Lageder  | ?    |
| 03    | Robert Larcher     | ?    |
| 04    | Andreas Jud        | ?    |
| 05    | Hubert Antholzer   | ?    |
| 06    | Ernst Marinelli    | ?    |
| 07    | Johann Braunegger  | ?    |
| 08    | Herbert Mair       | ?    |
| 09    | Vinzenz Molling    | ?    |
| 10    | Georg Antholzer    | ?    |

35 Rodler kamen in die Wertung.

## Einsitzer Damen
| Platz | Name                   | Zeit |
| ----- | ---------------------- | ---- |
| 01    | Delia Vaudan           | ?    |
| 02    | Ursula Kofler          | ?    |
| 03    | Sonja Wohlfarter       | ?    |
| 04    | Sonja Steiner          | ?    |
| 05    | Gabi Steiner           | ?    |
| 06    | Nelly Chapellu         | ?    |
| 07    | Irmgard Lanthaler      | ?    |
| 08    | Christine Aufschneiter | ?    |
| 09    | Nicolina Jaiter        | ?    |
| 10    | Christa Fontana        | ?    |

14 Rodlerinnen kamen in die Wertung.

## Doppelsitzer
| Platz | Name                                | Zeit |
| ----- | ----------------------------------- | ---- |
| 01    | Hubert Antholzer – Georg Antholzer  | ?    |
| 02    | Andreas Kröll – Sieghard Fankhauser | ?    |
| 03    | Andreas Jud – Ernst Oberhammer      | ?    |
| 04    | Robert Marinelli – Alfred Marinelli | ?    |
| 05    | Dietmar Deticek – Gebhard Krismayer | ?    |
| 06    | Volker Schönhuber – Josef Beschta   | ?    |
| 07    | Roland Hürlemann – Frank Schumann   | ?    |
| 08    | Manfred Gräber – Oskar Gräber       | ?    |
| 09    | Giuseppe Cerise – Marco Dolean      | ?    |
| 10    | Emanuel Gombka – Dariusz Młynarczyk | ?    |

Elf Doppelsitzer kamen in die Wertung.

## Medaillenspiegel
| Platz | Land       | Gold | Silber | Bronze | Gesamt |
| ----- | ---------- | ---- | ------ | ------ | ------ |
| 1.    | Italien    | 3    | 1      | 3      | 7      |
| 2.    | Österreich | —    | 2      | —      | 2      |